# Astragalus abruptus
Astragalus abruptus es una  especie de arbusto perteneciente a la familia de las leguminosas. Es originaria del Europa
Es una planta herbácea perennifolia originaria de Ucrania, donde se distribuye por Crimea, Mykolaiv y Odessa.

## Taxonomía
Astragalus abruptus fue descrita por  Krytzka y publicado en Novosti Sist. Vyssh. Nizsh. Rast. 1977: 130. 1978
Etimología
Astragalus: nombre genérico que significa "hueso del tobillo" y un nombre antiguo aplicado a algunas plantas de esta familia, debido a la forma de las semillas.
abruptus: epíteto latino que significa "brusca, abrupta".